# 絶対時制と相対時制
絶対時制と相対時制（ぜったいじせいとそうたいじせい）とは文法範疇の時制における用法の区別である。絶対時制では「今」、すなわち発話時を基準にして過去・現在・未来などの時が表現される。一方、相対時制では文脈が想定する時点を基準にした時が表現される。
相対時制は更に完全相対時制と絶対相対時制に分類される。完全相対時制では時が参照時点のみを基準として表現される。絶対相対時制では発話時を時間の基準に置きつつ、その他の参照時点とも比較されて時が表現される。例えば大過去時制は絶対相対時制である。
相対過去時制は以前時制（いぜんじせい）、相対未来時制は以後時制（いごじせい）とも呼ばれる。

## 絶対時制
絶対時制において、時制表現は現在時と比較して決定される。
時制を持つ言語では単純な文のほとんどは絶対時制を持つ。Janeが "John went to the Party." と発言した状況を例にとると、wentに過去時制が使われていることからJohnの移動という出来事はJaneがこの文を発話した時点よりも以前に起こったことがわかる。
間接話法においては時制の一致を図る操作が行われ、絶対時制が保たれることがある。例えばJaneが "I like chocolate" と発言し、後にJulieが "Jane said that she liked chocolate"と報告したとする。このとき、Julieは原文の"like"を過去時制の"liked"に変換している。直示の中心をJaneが原文を発言した時点からJulieが今発話している時点へと変更したのである。後の節で述べるように、この現象は全ての言語で起こるわけではなく、また英語においても常に起こるわけではない。

## 相対時制
Bernard Comrieは相対時制を完全相対時制と絶対相対時制に分類した。

### 完全相対時制
完全相対時制では文脈によって定まった参照時点と比較して時が表現される。参照時点が現在時点と比較していつであるかは明示されない。
完全相対時制の有名な例は古典アラビア語の未完了時制である。この時制は話中の時点で物事が継続中であることを表しており、それが発話時と比べて過去であるか、現在であるか、未来であるかは関係しない。したがってこの時制は相対現在時制であるとみなすことができる。（現代アラビア語ではこの時制は絶対非過去時制に変化している。）
通常の絶対時制が相対的に用いられる例として、英語の未来のことについての間接話法が挙げられる。Tomが "John will say that he paid for the chocolate"と述べたとき、 "paid"の過去形はJohnが発話しているだろう時点と比較して過去なのであり、今現在Tomが発話している時点よりも過去であるとは限らない。過去の間接話法においては英語では絶対時制か絶対相対時制を用いるが、他の言語では相対的な用いられることもある。ロシア語では、 "Jane said that she liked chocolate"は"Jane said that she likes chocolate"に対応する形で表現される。すなわち、Джейн сказала, что она любила шоколад.ではなくДжейн сказала, что она любит шоколад.となる。ここで"likes"の現在時制はJaneが発言している時点と比較して現在なのであり、Janeがこう述べたことを報告している時点と比較して現在であるとは限らない。

### 絶対相対時制
絶対相対時制は完全相対時制と絶対時制が組み合わさった時制である。絶対相対時制では参照時点を発話時と比較した時と、述べられる内容を参照時点と比較した時が表現される。
大過去や未来完了このタイプの時制である。どちらも参照時点よりも過去に出来事が起きたことを表現している（つまり以前時制である）。しかし発話時点と比較して、大過去では参照時点が過去に設定されており、未来完了では参照時点が未来に設定されている。例えば "John had left."では参照時点が発話時と比較して参照時点が過去に設定されており、更にJohnが去ったのはその参照時点よりも以前である。"John will have left."では今度は参照時点が発話時点よりも未来に設定されており、Johnが去ったのはその参照時点と比較してそれ以前である。過去未来時制においては参照時点は過去であり、述べられる出来事はその参照時点と比較して未来であることが表現される（つまり以後時制である）。過去未来時制の例として "John would later return to the party."などの文があるが、法助動詞willが未来の他の意味をも持ちうることに注意しなければならない。
間接話法では絶対相対時制が用いられることがある。Julieが"Jane said that John had left"と述べたとき、"had left"はJohnの出発が（過去の）参照点と比較して以前であることを表し、その参照点はJaneがJohnの出発を報告した時点である。同様に、"Jane said that John would leave"ではJohnの出発が（過去の）参照点と比較して未来であることを表しており、その参照点はJaneがJohnが出発予定であると報告した時点である。
絶対相対時制を持たない言語もある。ロシア語は大過去や未来完了を持たずにそれに相当する内容を絶対過去や絶対未来時制を用いて表す。必要であれば特定の時点からの時関係を副詞やその他の語によって表す。

### 相の視点からの分析
相対時制は相の視点からも解釈できる。この観点では以前時制は完了相、以後時制は将来相とみなされる。